# Vandet venter
|  | Denne artikel er oprettet af botten PalnaBot ud fra en ekstern database. Den kan derfor have sproglige fejl eller mangler. Denne skabelon kan fjernes efter kontrol af indholdet. |

Vandet venter er en film instrueret af Henrik Jørgensen.

## Handling
En eventyrlig fortælling om to blinde mænd. Med en båndoptager og hver et bånd er de på vej til vandet. Uafladeligt støder de ind i verden. De bliver bange, deres blindhed anfægtes, de overfaldes og reddes. Til sidst når de deres mål. Og på stranden overtager de to blinde fortællingens afslutning ved hjælp af et reb og sejler bort imod horisonten.